# 井野卓
井野 卓（いの すぐる、1983年11月23日 - ）は、群馬県前橋市出身の元プロ野球選手（捕手）。右投右打。現在は東京ヤクルトスワローズで一軍バッテリーコーチを務めている。

## 経歴

### プロ入り前
小学1年生の時から野球を始め、ポジションはよく入れ替わったが中学3年生の時から捕手一本となる。前橋工業高校3年生の時は2001年夏の群馬大会で優勝し、甲子園に出場。卒業後、東北福祉大学に進学する。仙台六大学リーグで通算64試合166打数56安打・打率.337。2004年には日米大学野球日本代表に選出された。
強肩とチームをまとめる統率力が認められ、2005年度ドラフト会議にて東北楽天ゴールデンイーグルスから7巡目指名を受けて入団。東北福祉大学の同期である松崎伸吾も楽天から1巡目指名を受けて入団し、チームメイトとなった。

### 楽天時代

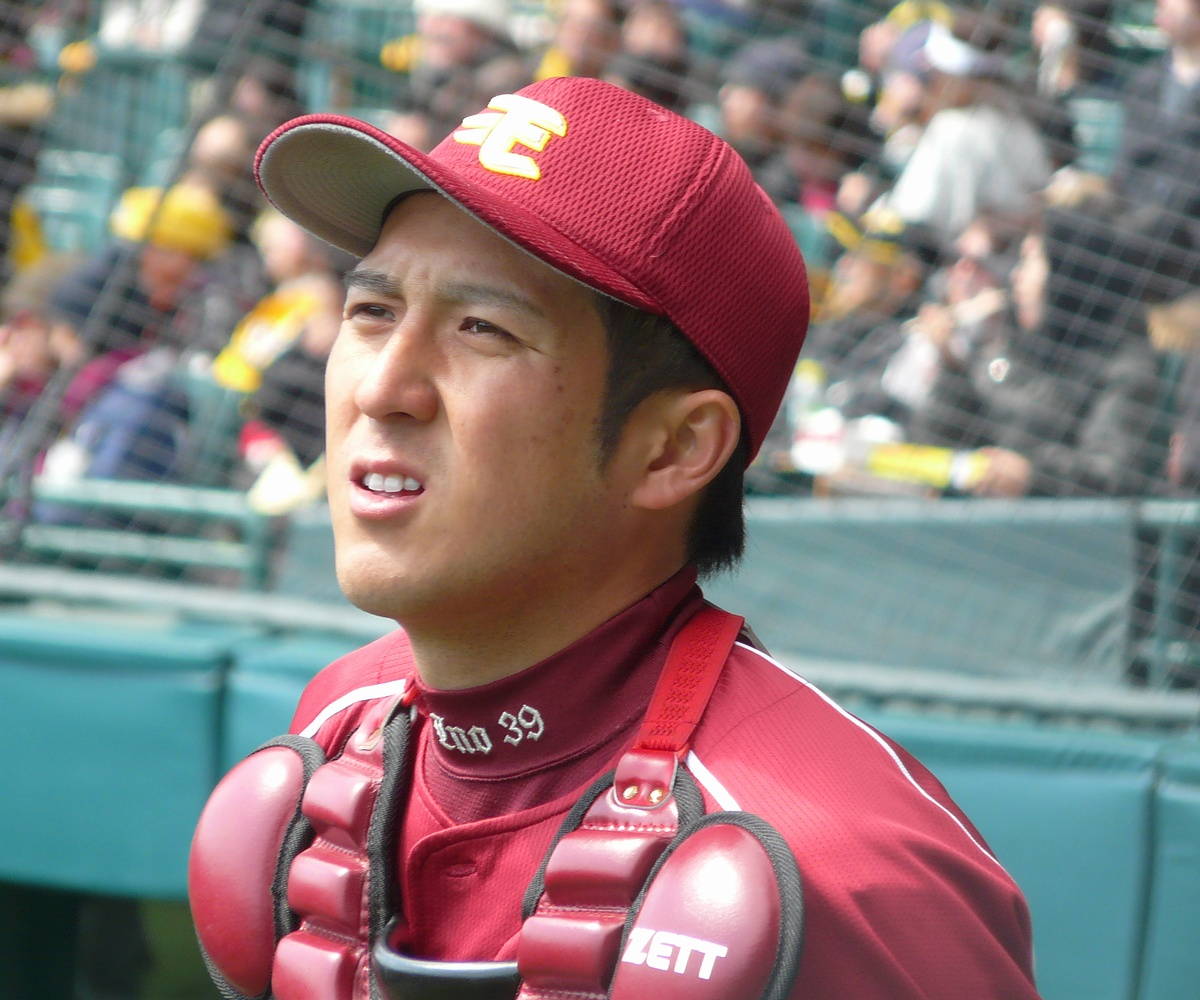
楽天時代（2011年3月9日）

2006年は二軍戦で39試合に出場し、97打数19安打、打率.196。
2007年は6月24日に一軍に初昇格を果たし、6月30日の対西武ライオンズ戦で一軍初出場した。
2008年7月2日の千葉ロッテマリーンズ戦では片山博視の初勝利・初完封をアシストする。
2009年は一軍未出場に終わった。
2010年8月6日には一軍で初の適時打・猛打賞を記録した。
2011年は初の開幕一軍入りを果たすが、2試合の出場に留まり二軍降格となった。
2012年11月13日、金刃憲人、仲澤広基との交換トレードで横川史学とともに読売ジャイアンツへと移籍。

### 巨人時代

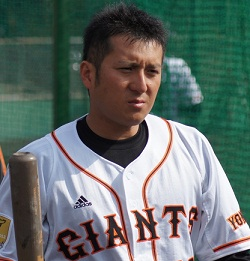
巨人時代（2013年2月6日）

2013年は10試合に出場。9月21日の広島戦では背中の違和感（診断の結果は帯状疱疹）が原因で出場を回避した阿部慎之助に代わってスタメンマスクを被った。
2014年は出場なしに終わり、シーズンオフの10月25日に球団から戦力外通告を受けた。12月24日、東京ヤクルトスワローズへの入団が発表された。

### ヤクルト時代
2016年6月29日の広島東洋カープ戦（MAZDA Zoom-Zoom スタジアム広島）で1013日ぶりの一軍出場を果たした。
2017年6月16日の北海道日本ハムファイターズ戦（明治神宮野球場）では、中村の代役の西田明央の負傷により出場し、2245日ぶりの安打を打ちチームの逆転勝利に貢献した。
2018年は開幕一軍に入り控え捕手として一軍に帯同。自己最多の47試合に出場した。8月16日の巨人戦では原樹理をプロ初完封に導いた。
2019年は7試合の出場に留まった。
2020年、8月6日の広島戦では、プロ15年目にして初の三塁打を薮田和樹から打った。11月2日に現役引退を表明した。

### 現役引退後
2021年よりスコアラーに就任した。
2025年よりコーチに転身する。役職はバッテリーコーチで、背番号は86。

## 選手としての特徴・人物
的確なリードと正確な捕球が持ち味の捕手。現役時代は主に控え捕手として活躍した。
ヤクルト時代は原樹理との相性が良く、頻繁にバッテリーを組んでいた。
謙虚でひたむきな人物であり、ベテラン選手になっても偉ぶらなかった。
ヤクルト時代は井野自身がかつてアニメ番組「SLAM DUNK」を見ていたことから、登場曲に同番組のエンディングテーマ・MANISHの『煌めく瞬間に捕われて』を選んでいる。なお、井野の引退後は頻繁にバッテリーを組んだ原樹理が継承している。
ヤクルト時代の2019年はプロ14年目にして初めて個人応援歌が作成された（応援団の公式YouTubeチャンネルにて）。井野はこの応援歌が出来たことを知り、自らメロディーと歌詞を調べて喜んだという。2020年の引退表明では「スワローズファンの皆さまに自分の応援歌を作って頂けたことが、凄く嬉しく大切な思い出の1つです」と語っている。

## 詳細情報

### 年度別打撃成績
| 年 度     | 球 団     | 試 合 | 打 席 | 打 数 | 得 点 | 安 打 | 二 塁 打 | 三 塁 打 | 本 塁 打 | 塁 打 | 打 点 | 盗 塁 | 盗 塁 死 | 犠 打 | 犠 飛 | 四 球 | 敬 遠 | 死 球 | 三 振 | 併 殺 打 | 打 率 | 出 塁 率 | 長 打 率 | O P S |
| --------- | --------- | ----- | ----- | ----- | ----- | ----- | -------- | -------- | -------- | ----- | ----- | ----- | -------- | ----- | ----- | ----- | ----- | ----- | ----- | -------- | ----- | -------- | -------- | ----- |
| 2007      | 楽天      | 4     | 3     | 3     | 0     | 0     | 0        | 0        | 0        | 0     | 0     | 0     | 0        | 0     | 0     | 0     | 0     | 0     | 3     | 0        | .000  | .000     | .000     | .000  |
| 2008      | 楽天      | 23    | 28    | 23    | 2     | 2     | 0        | 0        | 0        | 2     | 2     | 0     | 0        | 4     | 0     | 1     | 0     | 0     | 5     | 2        | .087  | .125     | .087     | .212  |
| 2010      | 楽天      | 14    | 38    | 34    | 2     | 7     | 0        | 0        | 0        | 7     | 2     | 0     | 0        | 4     | 0     | 0     | 0     | 0     | 9     | 1        | .206  | .206     | .206     | .412  |
| 2011      | 楽天      | 2     | 6     | 6     | 0     | 1     | 0        | 0        | 0        | 1     | 0     | 0     | 0        | 0     | 0     | 0     | 0     | 0     | 2     | 0        | .167  | .167     | .167     | .333  |
| 2013      | 巨人      | 10    | 8     | 6     | 1     | 0     | 0        | 0        | 0        | 0     | 0     | 0     | 0        | 1     | 0     | 1     | 0     | 0     | 2     | 1        | .000  | .143     | .000     | .143  |
| 2016      | ヤクルト  | 2     | 1     | 1     | 0     | 0     | 0        | 0        | 0        | 0     | 0     | 0     | 0        | 0     | 0     | 0     | 0     | 0     | 0     | 1        | .000  | .000     | .000     | .000  |
| 2017      | ヤクルト  | 7     | 13    | 12    | 3     | 2     | 0        | 0        | 0        | 2     | 1     | 0     | 0        | 1     | 0     | 0     | 0     | 0     | 2     | 0        | .167  | .167     | .167     | .333  |
| 2018      | ヤクルト  | 47    | 97    | 90    | 5     | 13    | 3        | 0        | 0        | 16    | 4     | 0     | 0        | 2     | 0     | 5     | 0     | 0     | 26    | 2        | .144  | .189     | .178     | .367  |
| 2019      | ヤクルト  | 7     | 11    | 10    | 1     | 2     | 1        | 0        | 0        | 3     | 0     | 0     | 0        | 1     | 0     | 0     | 0     | 0     | 4     | 1        | .200  | .200     | .300     | .500  |
| 2020      | ヤクルト  | 32    | 22    | 19    | 1     | 2     | 0        | 1        | 0        | 4     | 4     | 0     | 0        | 2     | 0     | 1     | 0     | 0     | 6     | 1        | .105  | .150     | .211     | .361  |
| NPB：10年 | NPB：10年 | 148   | 227   | 204   | 15    | 29    | 4        | 1        | 0        | 35    | 13    | 0     | 0        | 15    | 0     | 8     | 0     | 0     | 59    | 9        | .142  | .175     | .172     | .346  |

### 年度別守備成績
| 年 度 | 球 団    | 捕手  | 捕手  | 捕手  | 捕手  | 捕手  | 捕手  | 捕手     | 捕手     | 捕手     | 捕手     | 捕手     |
| 年 度 | 球 団    | 試 合 | 刺 殺 | 補 殺 | 失 策 | 併 殺 | 捕 逸 | 守 備 率 | 企 図 数 | 許 盗 塁 | 盗 塁 刺 | 阻 止 率 |
| ----- | -------- | ----- | ----- | ----- | ----- | ----- | ----- | -------- | -------- | -------- | -------- | -------- |
| 2007  | 楽天     | 4     | 5     | 0     | 1     | 0     | 0     | .833     | 1        | 1        | 0        | .000     |
| 2008  | 楽天     | 23    | 91    | 7     | 2     | 2     | 0     | .980     | 12       | 9        | 3        | .250     |
| 2010  | 楽天     | 14    | 89    | 3     | 2     | 0     | 2     | .979     | 13       | 12       | 1        | .077     |
| 2011  | 楽天     | 2     | 19    | 1     | 0     | 0     | 0     | 1.000    | 7        | 7        | 0        | .000     |
| 2013  | 巨人     | 9     | 28    | 2     | 0     | 0     | 0     | 1.000    | 0        | 0        | 0        | .-       |
| 2016  | ヤクルト | 2     | 6     | 0     | 0     | 0     | 0     | 1.000    | 0        | 0        | 0        | .-       |
| 2017  | ヤクルト | 7     | 35    | 1     | 0     | 0     | 0     | 1.000    | 5        | 5        | 0        | .000     |
| 2018  | ヤクルト | 45    | 216   | 10    | 1     | 1     | 2     | .996     | 12       | 10       | 2        | .167     |
| 2019  | ヤクルト | 7     | 42    | 2     | 0     | 0     | 0     | 1.000    | 10       | 10       | 0        | .000     |
| 2020  | ヤクルト | 32    | 81    | 6     | 1     | 1     | 0     | .989     | 11       | 11       | 0        | .000     |
| 通算  | 通算     | 145   | 612   | 32    | 7     | 4     | 4     | .989     | 71       | 65       | 6        | .085     |

### 記録
- 初出場：2007年6月30日、対西武ライオンズ9回戦（グッドウィルドーム）、8回裏に捕手で出場
- 初打席：同上、9回表に小野寺力から空振り三振
- 初先発出場：2007年9月27日、対オリックス・バファローズ24回戦（スカイマークスタジアム）、「9番・捕手」で先発出場
- 初打点：2008年6月12日、対東京ヤクルトスワローズ4回戦（クリネックススタジアム宮城）、9回裏に五十嵐亮太から三塁ゴロの間に記録
- 初安打：2008年6月18日、対阪神タイガース4回戦（阪神甲子園球場）、3回表に上園啓史から中前安打

### 背番号
- 39（2006年 - 2012年）
- 38（2013年 - 2014年）
- 63（2015年 - 2020年）
- 86（2025年 - ）

### 登場曲
- 「Wish your smile」倖田來未（2007年 - ）
- 「刹那」GReeeeN（2009年）
- 「夢」THE BLUE HEARTS（2010年 - ）
- 「タマシイレボリューション」Superfly（2013年 - 2014年）
- 「My Type」Saint Motel（2015年）
- 「煌めく瞬間に捕われて」MANISH（2016年 - ）